# Soltész Rudolf
Soltész Rudolf (Abaújszántó, 1958. január 1. –) magyar újságíró, mérnök, marketingkommunikáció szaküzemgazdász.

## Életpályája
Kezdetben újságíróként a Déli Hírlap, a Néphadsereg, a Borsodi Vegyész munkatársa, később 2000-ig a  Miskolci Városi Televízió igazgatója volt.
Az 1993-ban alapított  Miskolci Vállalkozó Háziorvosi Rendszert Működtető Egyesülés igazgatója.

## Riportkönyve
- Boldogságkeresők. Magánkiadás, Budapest, 64 oldal  ISBN 9634002609 [4]